# Via Fulvia
La Via Fulvia  era una strada romana, che da Tortona andava in direzione ovest fino a Torino passando a sud della sponda destra del fiume Po, mettendo in collegamento le strade provenienti da Roma e dall'Italia nordorientale (via Postumia, via Julia Augusta) con le strade transalpine che partivano da Torino (via Cozia, via Domizia).
Il nome della via è stato assegnato dagli storici moderni per ricordarne il costruttore, Marco Fulvio Flacco, console nel 125 a.C.. A supporto di questa assegnazione vi è la presenza lungo il tracciato di Forum Fulvii, l'odierno Villa del Foro.

## Storia
La strada fu costruita dal console romano Marco Fulvio Flacco tra il 125 a.C. e il 123 a.C. (negli stessi anni della deduzione della colonia di Hasta), attivo in quel periodo in campagne militari nel territorio dei Liguri, per collegare la prima colonia romana nel loro territorio, Dertona, con Augusta Taurinorum e il territorio celtico.
A partire dal III secolo d.C., iniziò il declino economico e demografico di Hasta e del Piemonte meridionale e la via Fulvia fu progressivamente abbandonata. Sono stati individuati numerosi rifacimenti della strada sicuramente a causa di alluvioni e straripamenti del fiume Tanaro. Solo parti del tracciato sono ripercorse da strade moderne.

## Descrizione
La Tabula Peutingeriana riporta un percorso che unisce Derthona a Augusta Taurinorum passando per Forum Fulvi e Hasta . Sulla base della Tabula Peutingeriana, la distanza tra Derthona e Augusta Taurinorum è pari a 68 miglia.
La via Fulvia costituiva il decumano massimo di Hasta (odierno corso Alfieri).
Probabilmente passava anche per Carrea Potentia, l'odierna Chieri, ed entrava a Torino attraverso la Porta Decumana, nel Medioevo detta Porta Castello.
Infine, sono pervenuti alcuni nomi di località corrispondenti all'antica posizione delle pietre miliari: Quarto Inferiore era Ad Quartum, Castello di Annone era Ad Nonum,  Dusino era Ad Duodecimum, Quattordio era Ad Quattuordecim.

## Reperti e vestigia
- Tratto della via Fulvia, di larghezza tra i 9 e i 12 metri, scoperto ad ovest di Villa del Foro, in località San Damiano[4]. Ai lati della strada si svilupparono attività artigianali documentate dal ritrovamento di ambienti adibiti alla lavorazione di metalli (un forno) e ceramica ed aree funerarie della prima età imperiale. Le necropoli si trovavano in prossimità dell'abitato nelle zone nord e sud-ovest, vicino al Tanaro. Sono emersi resti di grandi domus con ambienti riscaldati e pavimenti musivi ed un collettore fognario.
- Torre Rossa ad Asti: una delle due torri della porta occidentale che si apriva nelle mura di Asti lungo il decumano massimo (la porta doveva essere simile alla Porta Palatina di Torino; della seconda torre non è ancora stata individuata alcuna evidenza archeologica)[1].